# Novo naselje (Novi Sad)
Pour les articles homonymes, voir Novo Naselje.
Novo naselje (en serbe cyrillique : Ново насеље), également connu sous le nom de Bistrica (Бистрица), est un quartier de Novi Sad, la capitale de la province autonome de Voïvodine, en Serbie.
À l'origine, le quartier portait le nom de Novo naselje mais, en 1992, il a été officiellement renommé Bistrica. Malgré cela, ses habitants et les autres habitants de Novi Sad, continuent à employer l'ancienne dénomination.

## Localisation

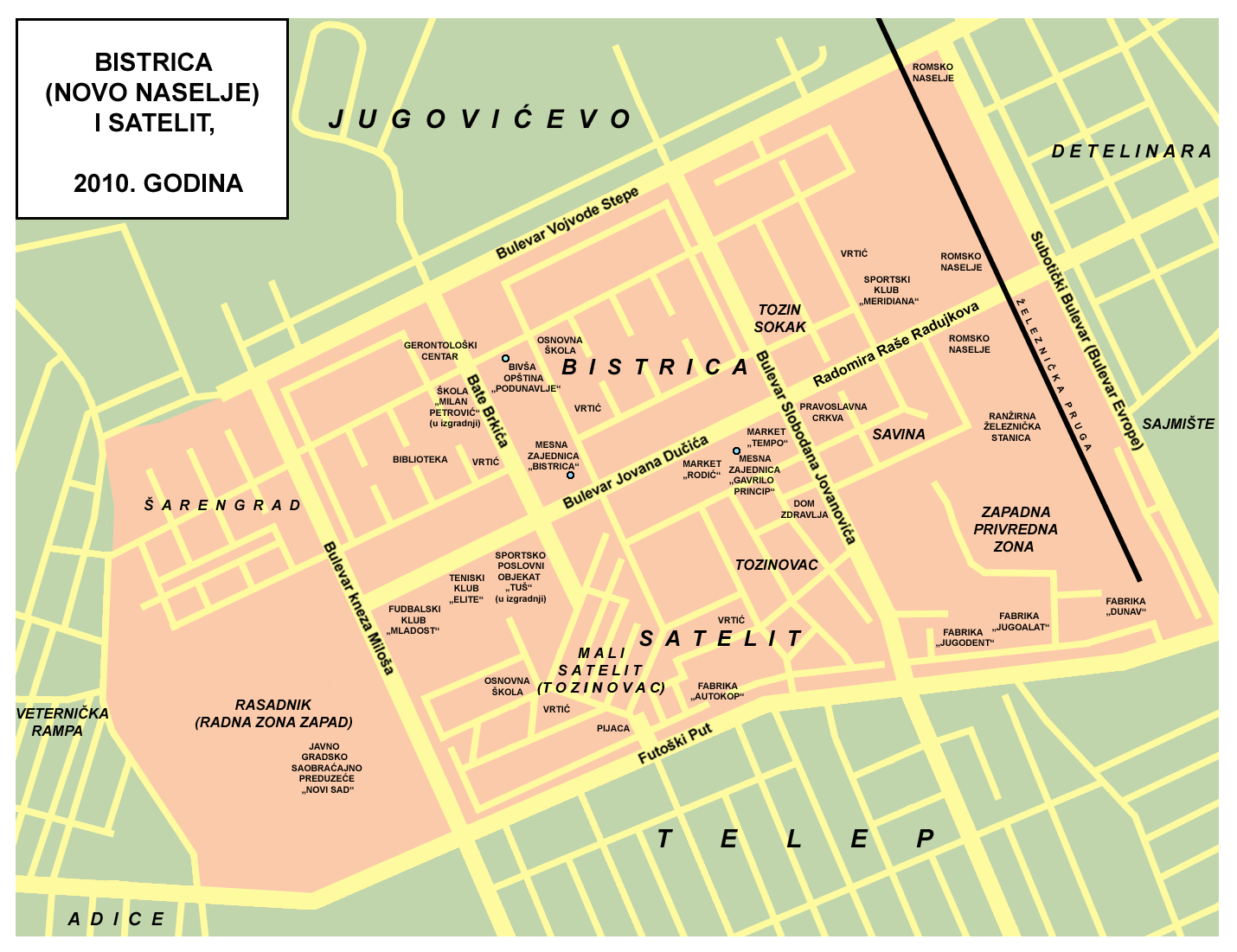
Plan détaillé de Novo naselje (Bistrica)

Au nord, Novo naselje est délimité par le Bulevar Vojvode Stepe, à l'ouest par la rue Somborska rampa, au sud par le Futoški put (la « route de Futog ») et à l'est par le Bulevar Evrope (le « boulevard de l'Europe »), également connu sous le nom de Subotički bulevar (le « boulevard de Subotica »).
Le quartier est ainsi entouré par ceux de Jugovićevo (au nord), Veternička rampa (à l'ouest), Telep (au sud) et Sajmište et Detelinara (à l'est).

## Subdivisions

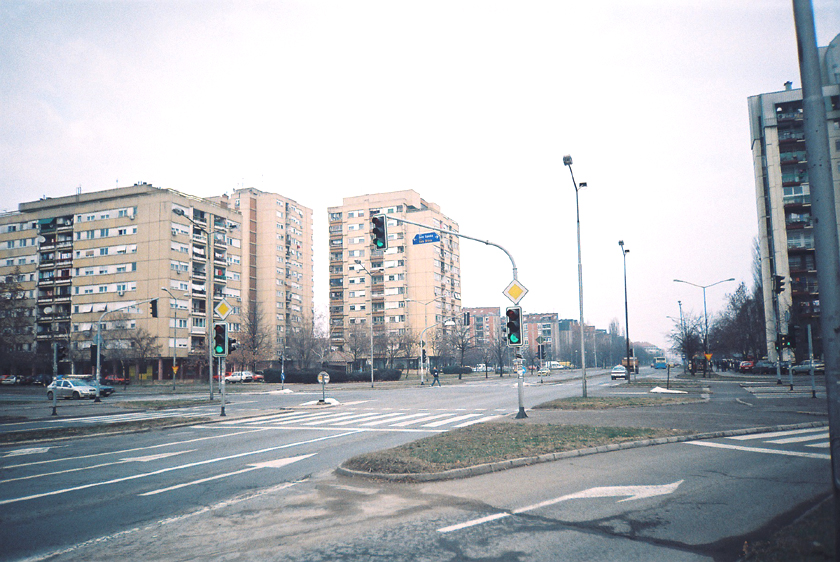
Le Bulevar Jovana Dučića

Novo naselje englobe aujourd'hui le quartier autrefois séparé de Satelit, et ceux de Savina, Tozin sokak (Šonsi), Šarengrad (Jamajka), Rasadnik (Zone d'activités Ouest) et la Zone économique Ouest. La partie centrale de Satelit porte les noms de Mali Satelit ou Tozinovac.
Sur le plan administratif, Novo naselje est divisé en deux communautés locales : Bistrica (au nord) et Gavrilo Princip (au sud).

## Histoire
Selon Ammien Marcellin, un historien romain du IVe siècle, une villa appelée Villa Pistrensis se trouvait sur la rive gauche du Danube ; la future impératrice Constantia, femme de l'empereur Gratien, manqua de s'y faire capturer par les Sarmates mais réussit à se réfugier à Sirmium (aujourd'hui Sremska Mitrovica). Ainsi, selon certains, le nom slave de Bistrica pourrait être une corruption de Pistrensis. En 1698, dans son Lexicon universale, Jacob Hofmann mentionne cette villa, située « en face de Petrovaradin [...] à peu près à mi-chemin de Bononia (Banoštor) et de Taurinum (Zemun) », ce qui laisserait supposer que le nom du secteur remonte au moins à 374.

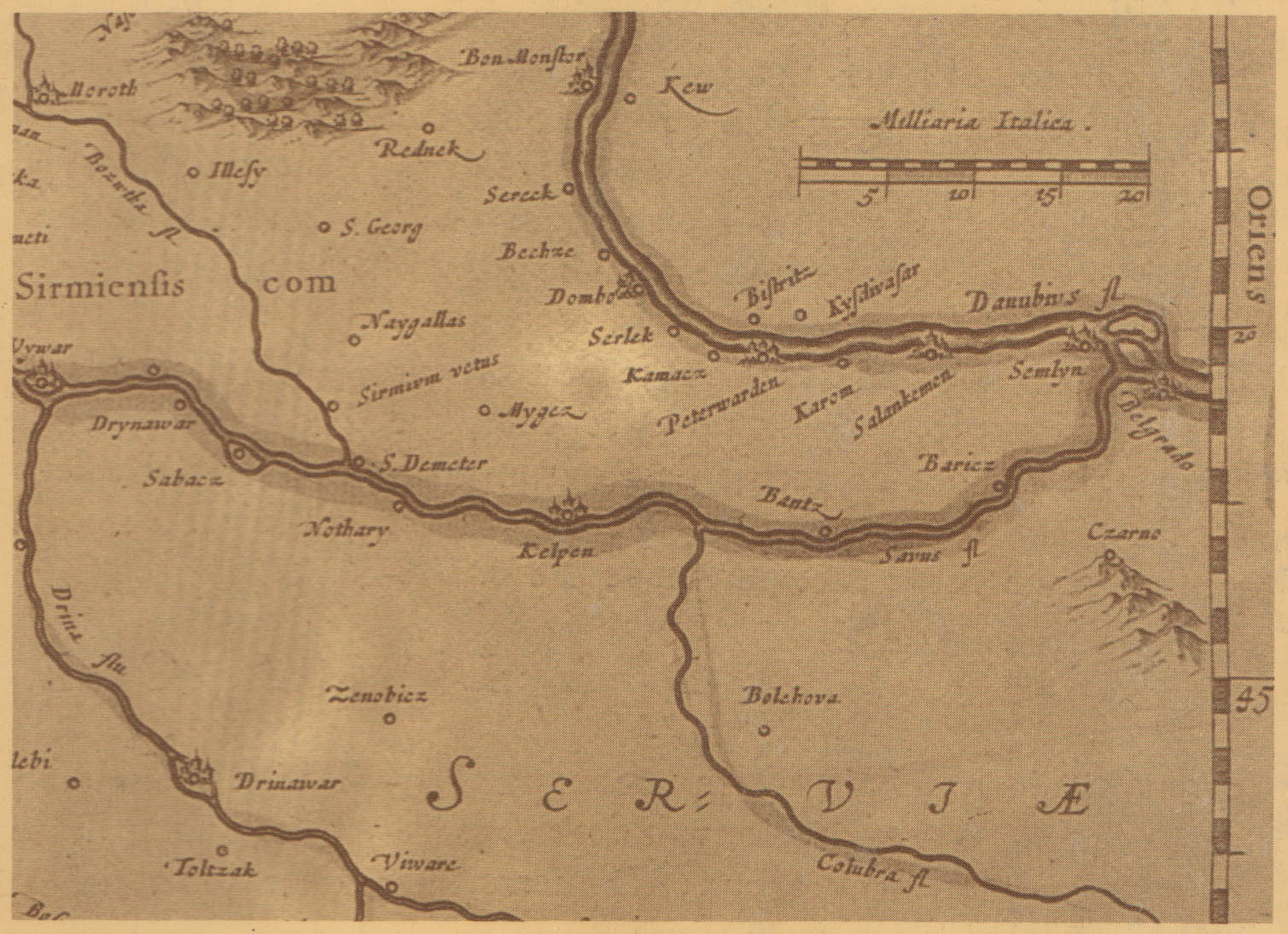
La Syrmie au XVIe siècle avec Bistritz (Bistrica), carte de Mercator

Le village de Bistrica figure sur des cartes des XVIe et XVIIe siècles, avant même que Novi Sad ne soit fondée en 1694 ; pour cette période, l'historien Pavle Stanojević, l'ancien directeur des Archives de Voïvodine, relève ainsi 7 mentions du village sur des cartes de la région. En 1528, le cartographe Lazzarus dessine une carte du secteur où se trouve une localité du nom de Bisstritz (Bistrica). Le village figure également sur une carte tracée par le cartographe flamand Mercator (1512-1594). En revanche, le village disparaît des cartes du XVIIIe siècle sans qu'on sache ce qu'il advient de lui.
Le développement urbain de Novo naselje a commencé en 1957, avec la construction des premiers immeubles dans l'actuel secteur de Tozinovac, une partie de Satelit. L'urbanisation massive et concertée a atteint son apogée entre 1976 et 1980, les constructions continuant ensuite à un rythme moins rapide.
Entre 1980 et 1989, Novo naselje a été le siège de la municipalité de Podunavlje, l'une des sept anciennes municipalités de la ville de Novi Sad.

## Culture, santé, sport

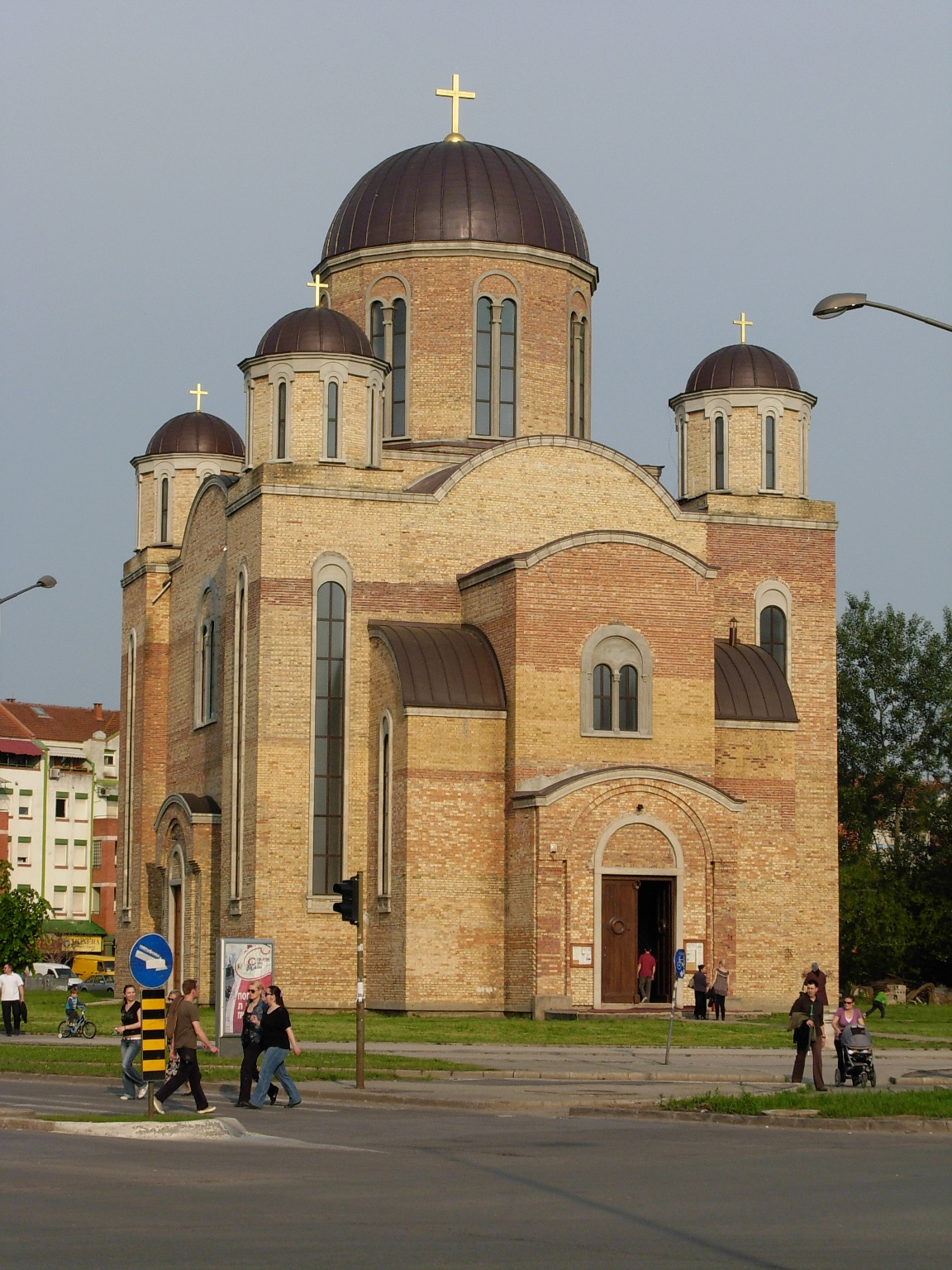
L'église orthodoxe Saint-Sava

Novo naselje dispose de deux écoles élémentaires : l'école Prva vojvođanska brigada (« Première brigade de Voïvodine ») et l'école Miloš Crnjanski (à Satelit), ainsi que d'une école élémentaire et secondaire spéciale pour les handicapés : l'école Milan Petrović.
Le quartier abrite aussi une annexe du centre de santé de Novi Sad (9 Bulevar Slobodana Jovanovića), une maison du centre de gérontologie de Novi Sad, la bibliothèque Žarko Zrenjanin, une antenne de la bibliothèque municipale de Novi Sad (12 D. Danilovića), ainsi que l'église orthodoxe Saint-Sava, construite à la fin des années 1990.
Dans la partie occidentale du quartier (à Satelit) se trouve un centre sportif qui abrite le stade du club de football FK Mladost Novi Sad, les courts de l'académie de tennis « Elite ». Dans la partie orientale se trouve le club sportif Meridiana, qui dispose également de courts de tennis.

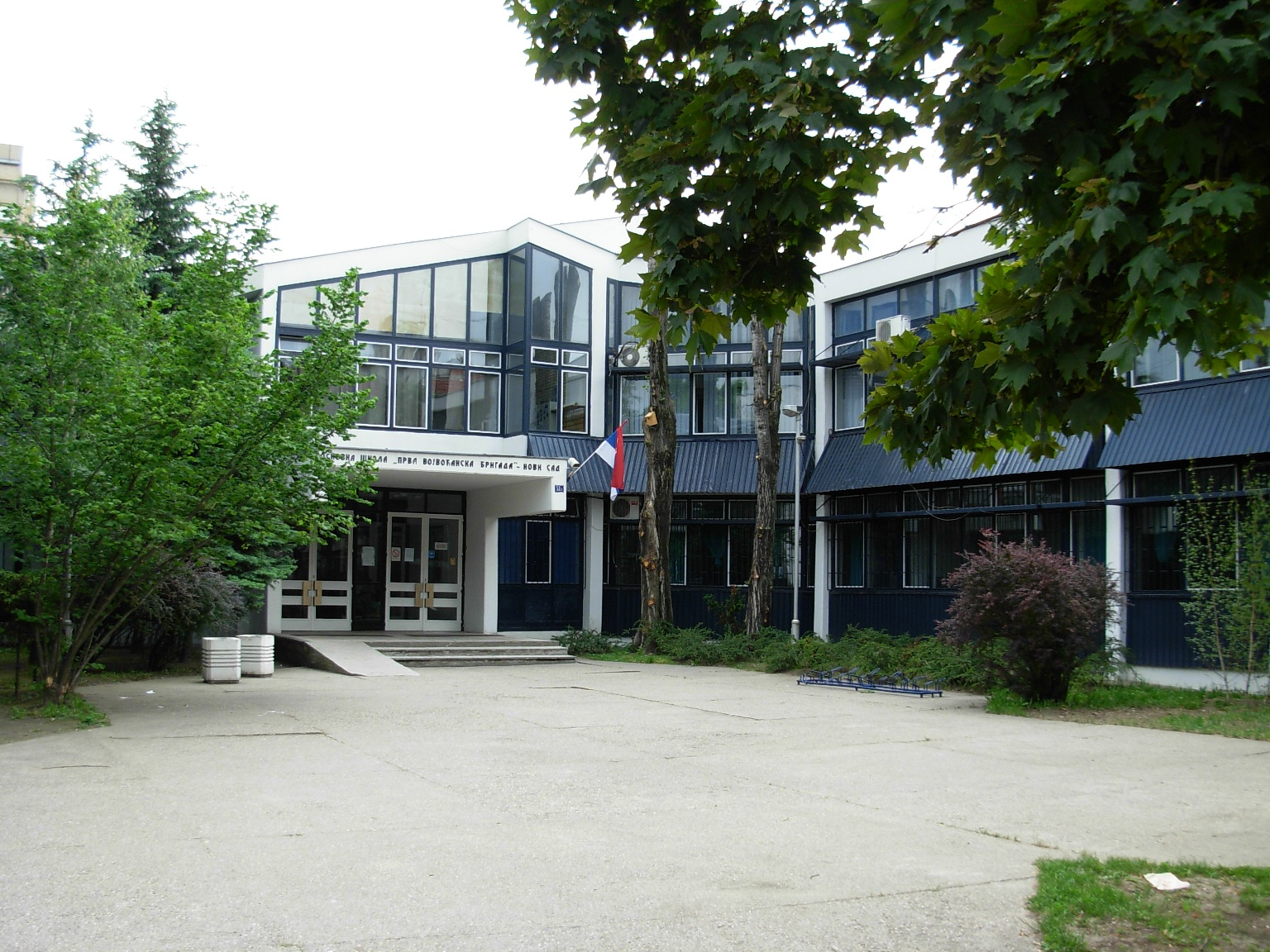
L'école élémentaire Prva vojvođanska brigada
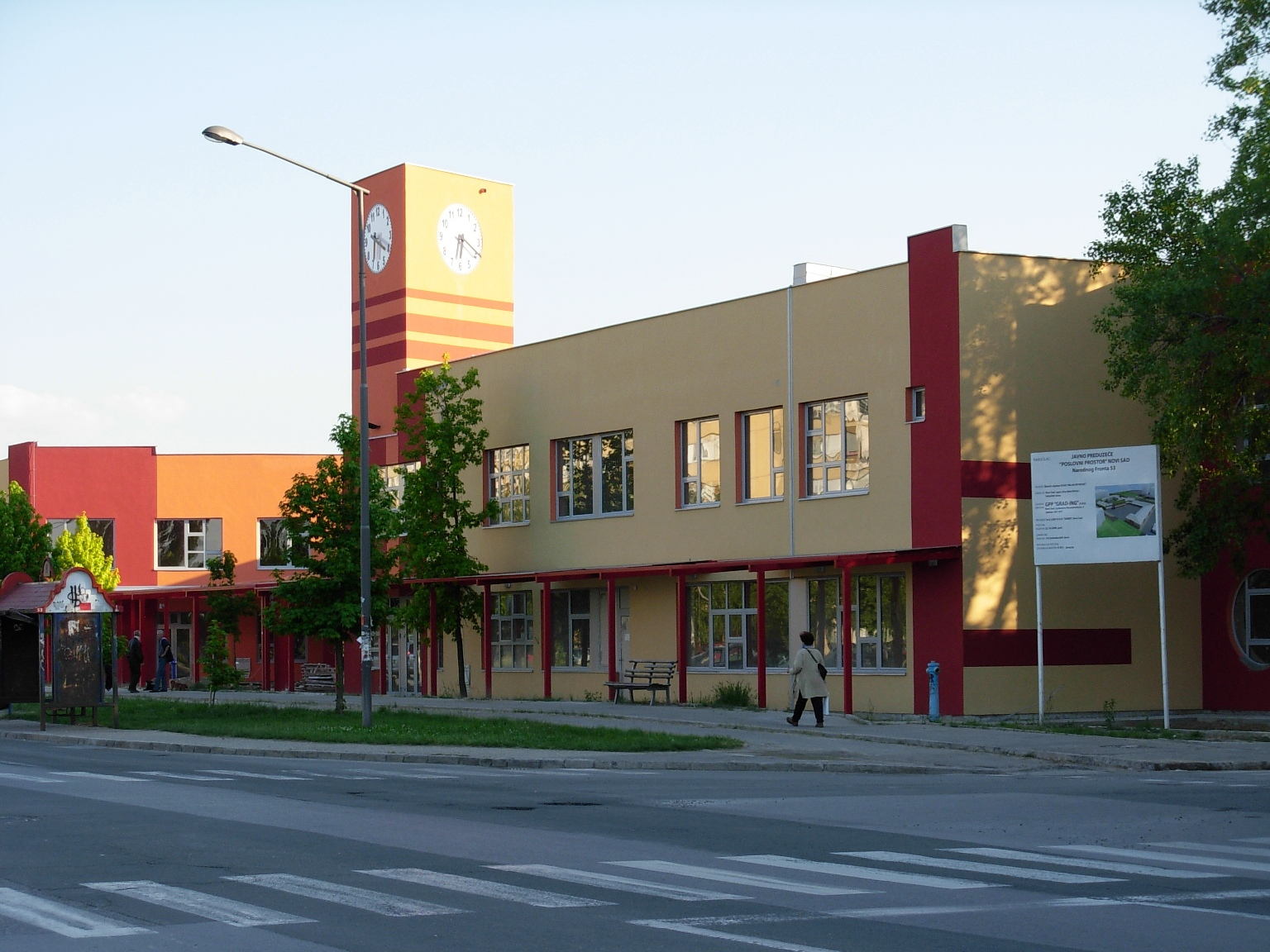
L'école élémentaire Milan Petrović
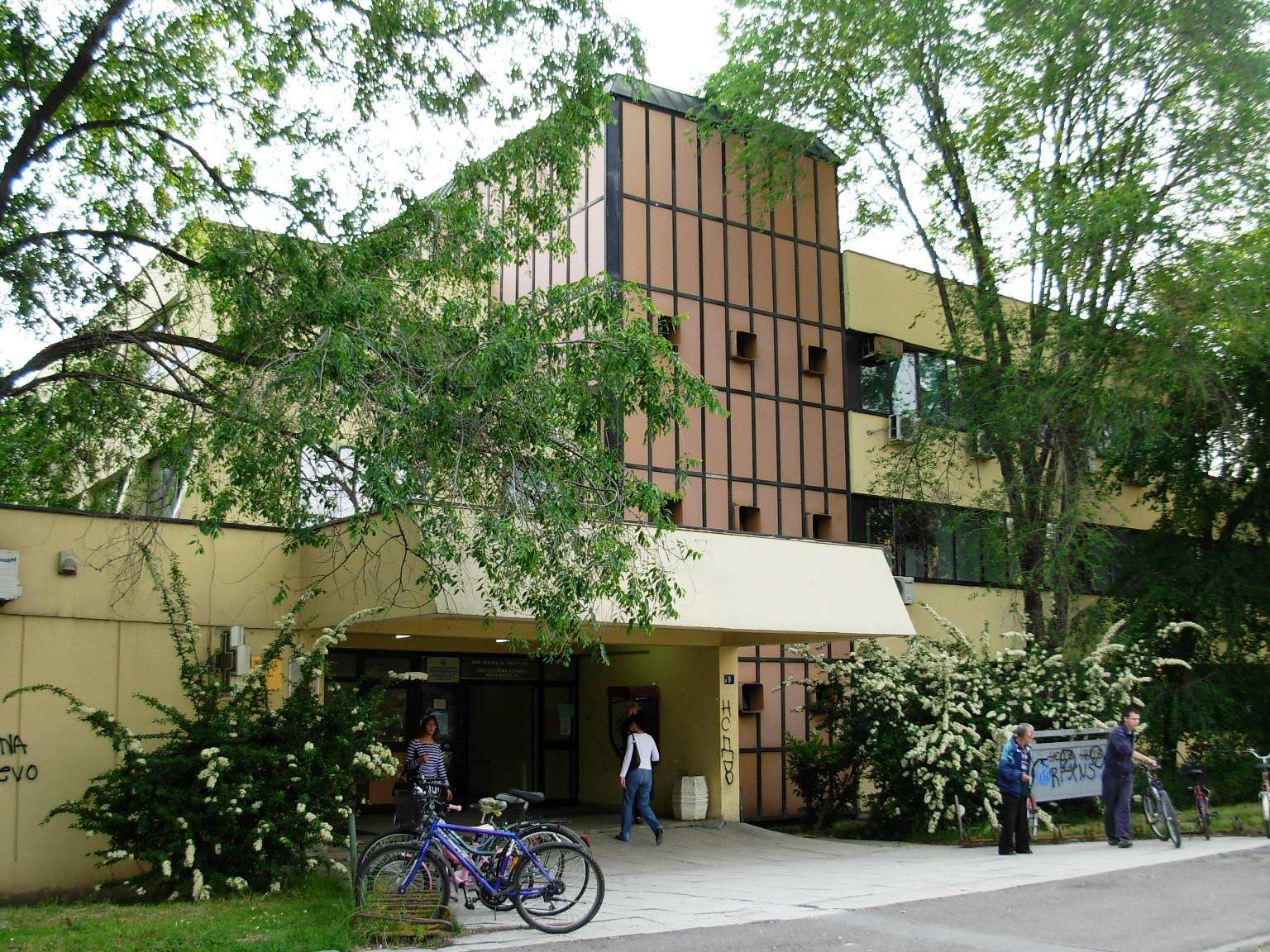
Le Centre de santé de Novo naselje

## Économie
Une partie de la zone d'activités Ouest de Novi Sad est située dans le quartier : il s'agit de la zone de Rasadnik et de la zone économique Ouest. On y trouve par exemple l'usine Jugoalat, qui fabrique des outils, l'usine Jugodent, qui produit du matériel dentaire ou l'usine Dunav, qui fabrique des appareils orthopédiques, et Autokop, qui fabrique des pièces de rechange. Dans le quartier est aussi installée la société de transports publics municipaux JGSP Novi Sad. Dans la partie orientale du quartier se trouvent des voies de chemin de fer et une gare de triage.
Le marché de Satelit (en serbe : Satelitska pijaca), situé rue Stevana Hladnog, s'étend sur environ 2 000 m2 et fournit en produits frais environ 20 000 habitants de la ville ; il est géré par la société d'utilité publique Tržnica.

L'usine Jugoalat
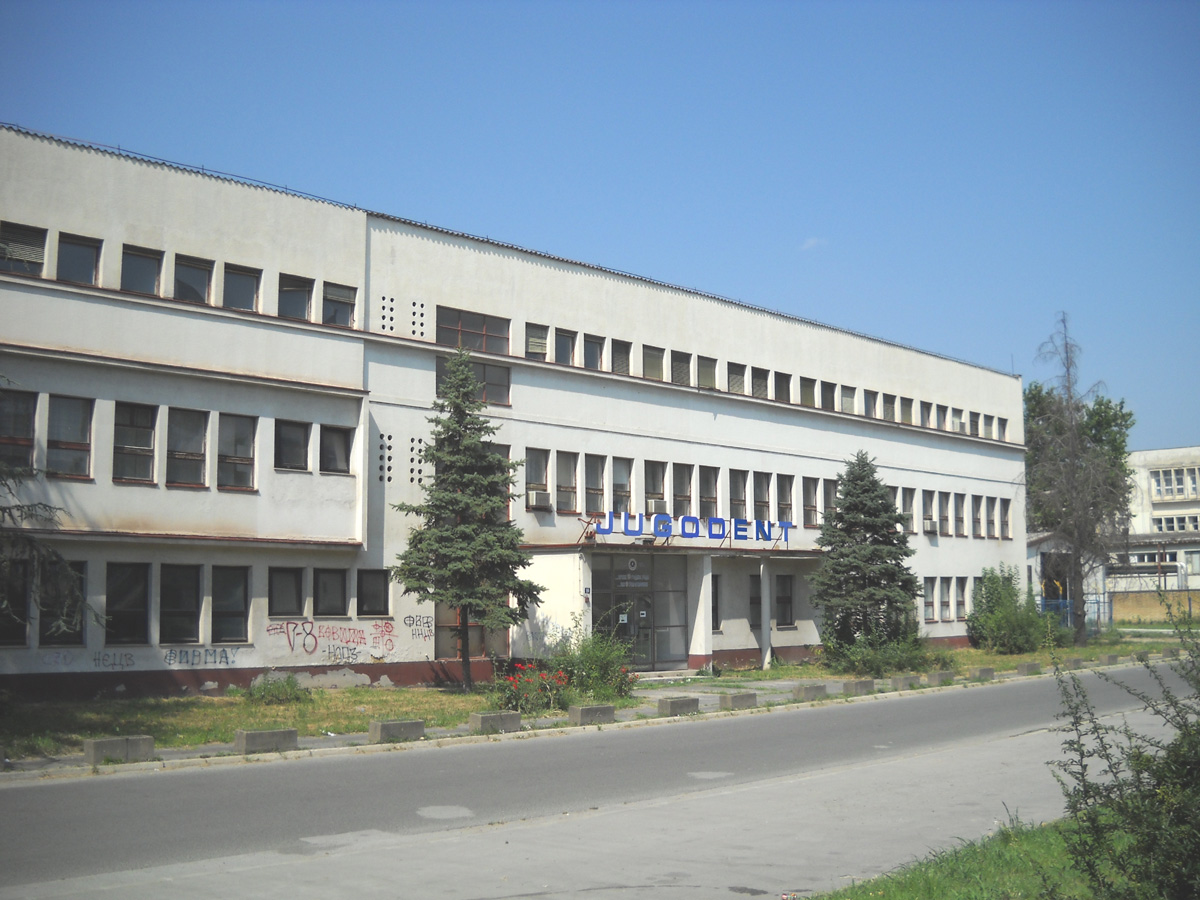
L'usine Jugodent

## Artères et transport

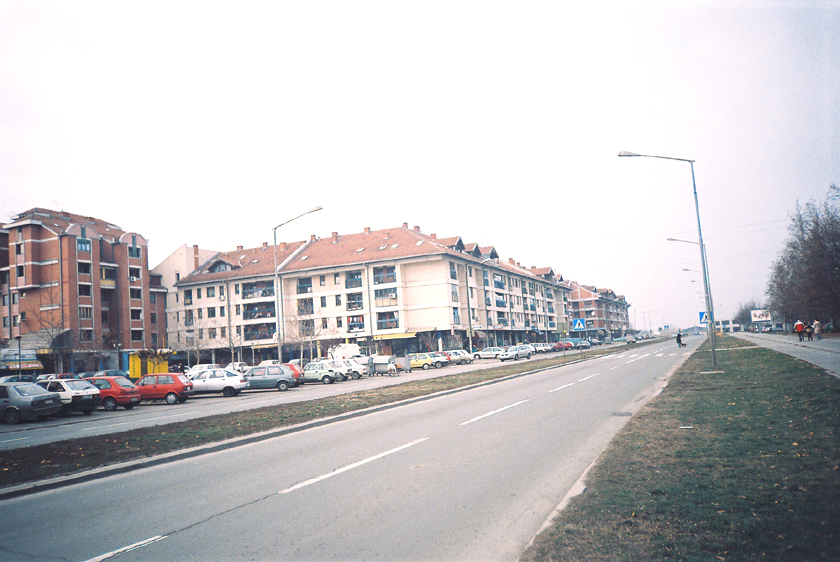
Le Bulevar kneza Miloša

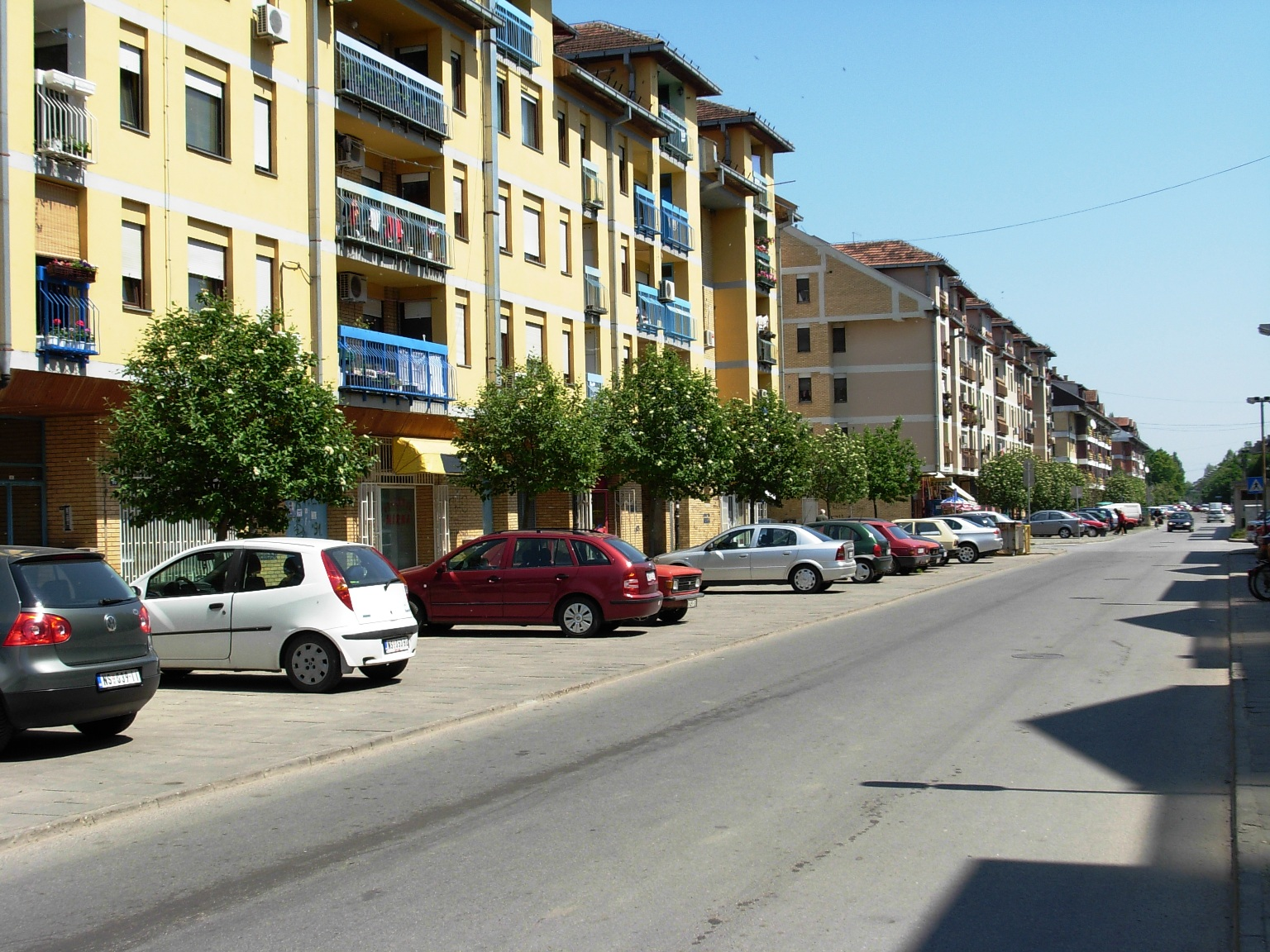
La rue Mileve Marić

Parmi les artères les plus importantes du quartier, on peut citer :
- Antuna Urbana
- Bate Brkića
- Braće Dronjak
- Bulevar Jovana Dučića
- Bulevar kneza Miloša
- Bulevar Slobodana Jovanovića
- Mileve Marić
- Partizanskih baza
- Radomira Raše Radujkova
- Seljačkih buna
- Stevana Hladnog
- Todora Toze Jovanovića

Plusieurs lignes d'autobus de la société de transport municipal JGSP Novi Sad relient le quartier à celui de Stari grad, le plus central de la ville : il s'agit des lignes 2, 7, 8, 9 et 12.